# Diágoras de Melos
Diágoras "o ateu" de Melos (em grego:  Διαγόρας ὁ Μήλιος) foi um poeta grego e sofista do século V a.C.. Ao longo da antiguidade, ele era considerado um ateu, mas muito pouco se sabe ao certo sobre o que ele realmente acreditava. Anedotas sobre sua vida indicam que ele falou contra a antiga religião grega. Ele supostamente picou uma estátua de madeira de Hércules e a usou para assar suas lentilhas e revelou os segredos dos Mistérios de Elêusis. Os atenienses acusaram-no de asebeia (impiedade) e o baniram de sua cidade. Ele morreu em Corinto.

## Vida
Diágoras era filho de Telecleides ou Teleclytus, e nasceu na ilha de Melos, uma das Cyclades. De acordo com o Suda, ele foi um discípulo de Demócrito depois que Demócrito pagou 10.000 dracmas para libertar Diágoras do cativeiro após o cruel subjugação de Melos (416 AEC);  no entanto, nenhuma fonte anterior menciona uma associação com Demócrito. O Suda também afirma que em sua juventude Diágoras adquiriu certa reputação como poeta lírico, e esta é provavelmente a causa de sua menção aos poetas líricos Simônides, Píndaro e Baquílides . Entre seus encomia é mencionado em particular um elogio a Ariantes de Argos, que de outra forma é desconhecido, outro a  Nicodoro, um estadista de Mantineia, e um terceiro aos mantinenses. Nicodoro foi celebrado como estadista e legislador em sua terra natal; Cláudio Eliano nos informa que Diágoras era amante de Nicodoro, e ajudou Nicodoro em sua legislação.  A constituição de Mantineia foi posteriormente elogiada por Aristóteles e Políbio como um raro exemplo de moderação e equilíbrio democráticos.  em suas Nuvens, o dramaturgo cômico ateniense Aristófanes alude a Diágoras como uma figura bem conhecida da época, cuja segunda versão existente provavelmente cai por aí 419–17 AEC. Diodoro Sículo nos informa que alguns anos depois, c. 415 AEC, ele foi acusado de impiedade e achou melhor escapar de Atenas para evitar um processo, e fontes clássicas falam de uma recompensa por prendê-lo ou matá-lo. A religião pode ter sido apenas o pretexto para a acusação, pois ser um mélio tornava-o objeto de suspeita do povo de Atenas. Em 416 AEC, Melos foi conquistado e cruelmente tratado pelos atenienses, e não é de todo impossível que Diágoras, indignado com tal tratamento, possa ter participado da contenda partidária em Atenas e, portanto, levantado a suspeita do partido democrático. Diágoras posteriormente foi para Corinto, onde, como afirma o Suda, ele morreu.

## Filosofia
Pouco se sabe com certeza a respeito de suas visões filosóficas ou da natureza de seu alegado ateísmo. Tudo o que se sabe com certeza a esse respeito é que Diágoras se ofendeu com a adoração dos deuses nacionais atenienses.

### Anedotas Antigas
Cicero, escritor no século I AEC, conta como um amigo de Diágoras tentou convencê-lo da existência dos deuses, apontando imagens de muitas pessoas contando sobre serem salvas de tempestades no mar por "força de clamor aos deuses ", ao que Diágoras respondeu que" não há em nenhum lugar quaisquer imagem daqueles que naufragaram e se afogaram no mar." E Cícero passa a dar outro exemplo, onde Diágoras estava em um navio em mau tempo, e a tripulação pensou que eles próprios o haviam causado ao levar aquele homem ímpio a bordo. Ele então se perguntou se os outros barcos na mesma tempestade também tinham um Diágoras a bordo. 
Esta e outras anedotas semelhantes  descreve com precisão a relação que ele mantinha com a religião popular. Que ele manteve sua posição com grande firmeza, e talvez com mais liberdade, espírito e ousadia do que era aconselhável, parece ser atestado pelo fato de que ele em particular obteve o epíteto de ateu na Antiguidade. É possível que ele simplesmente negasse a interferência direta dos deuses no mundo, mas que, uma vez que ele não acreditava na existência pessoal dos deuses atenienses e em seu modo de agir humano, os atenienses dificilmente poderiam considerá-lo diferente de um ateu.
O escritor cristão Atenágoras de Atenas (século II EC) escreveu sobre Diágoras:
Com razão os atenienses julgaram Diágoras culpado de ateísmo, pois ele não apenas divulgou a doutrina órfica, e publicou os mistérios de Elêusis e do Cabiri, e cortou a estátua de madeira de Hércules para ferver seus nabos, mas declarou abertamente que deus não existia. 
Cicero,  escreveu no século I AEC, contando como um amigo de  Diágoras tentou convencê-lo da existência dos deuses, apontando uma quantidade de desenhos sobre pessoas sendo salvas de tempestades no mar por "força do clamor aos deuses ", ao que Diágoras respondeu que" não há em nenhum lugar quaisquer desenhos daqueles que naufragaram e se afogaram no mar. " E Cícero passa a dar outro exemplo, onde Diágoras estava em um navio em mau tempo, e a tripulação pensou que eles próprios o haviam causado ao levar aquele homem ímpio a bordo. Ele então se perguntou se os outros barcos na mesma tempestade também tinham um  Diágoras a bordo.  Esta e anedotas semelhantes  descreve com precisão a relação que ele mantinha com a religião popular. Que ele manteve sua posição com grande firmeza, e talvez com mais liberdade, espírito e ousadia do que era aconselhável, parece ser atestado pelo fato de que ele em particular obteve o epíteto de ateu na Antiguidade. É possível que ele simplesmente negasse a interferência direta dos deuses no mundo, mas que, uma vez que ele não acreditava na existência pessoal dos deuses atenienses e em seu modo de agir humano, os atenienses dificilmente poderiam considerá-lo diferente de um ateu. Voltando à acusação contra Diágoras que o obrigou a deixar Atenas, o tempo era aquele em que o ceticismo começava a minar os fundamentos da antiga crença popular. O julgamento daqueles que derrubaram as estátuas de Hermes, a profanação do mistério, e a acusação de Alcibíades, são sintomas que mostram que a descrença, alimentada pelas especulações de [ [filósofos]] e os sofistas começaram a parecer muito perigosos para o partido conservador de Atenas. Não há dúvida de que Diágoras não deu importância à religião estabelecida do povo e pode ocasionalmente tê-la ridicularizado; mas ele também se aventurou em ataques diretos às instituições públicas do culto ateniense, como os mistérios de Elêusis, que ele se esforçou para diminuir na estima pública, e diz-se que ele impediu muitas pessoas de se iniciarem neles. Esses, pelo menos, são os pontos dos quais os antigos o acusam,  e Melanthius, em sua obra sobre os mistérios, menciona o decreto aprovado contra Diágoras. Sem dúvida, havia motivos políticos em todas essas disputas religiosas. Diágoras era um Meliano e, consequentemente, pertencia à raça  Dorian; ele era amigo do dório Mantineia, que era odiado por Atenas, e só recentemente havia desistido de sua aliança com Atenas; os dórios e jônios opunham-se uns aos outros em vários pontos de sua adoração, e essa centelha de hostilidade foi acesa em um ódio crescente pela guerra do Peloponeso. Diágoras fugiu de Atenas a tempo de escapar das consequências dos ataques que seus inimigos haviam feito contra ele. Ele foi, portanto, condenado, e o "psefisma" foi gravado em uma coluna, prometendo um prêmio por sua cabeça, e um  talento para a pessoa que trouxesse seu cadáver para Atenas, e dois talentos para aquele que deve entregá-lo vivo aos atenienses. 

### Avaliação moderna

J. M. Robertson escreve sobre Diágoras que:

Foi por volta dessa época [415 a.C.] que o poeta Diágoras de Melos foi proscrito por ateísmo, tendo ele declarado que a não punição de um certo ato de iniquidade provava que não havia Deuses. Supõe-se, com alguma razão, que a iniquidade em questão foi o massacre dos mélios pelos atenienses em 416 a.C., e o ressentimento ateniense nesse caso era mais pessoal e político do que religioso. Por algum tempo depois de 415, os tribunais atenienses fizeram grandes esforços para punir todos os casos de impiedade detectáveis; e paródias dos mistérios de Elêusis foram alegadas contra Alcibíades e outros. Diágoras, que foi posteriormente encarregado de divulgar o Elêusis e outros mistérios, e de fazer lenha de uma imagem de Hércules, dizendo ao deus para realizar seu décimo terceiro trabalho cozinhando nabos, tornou-se daí em diante um dos proverbiais ateus do mundo antigo, e uma recompensa de um talento de prata foi oferecida por matá-lo, e de dois talentos por sua captura vivo; apesar do que ele parece ter escapado. 
A relação de Diágoras com a religião popular e a teologia de sua época não pode ser explicada sem voltar às opiniões dos filósofos naturais e do movimento intelectual da época. Os filósofos pré-socráticos explicaram cada vez mais os fenômenos naturais em termos de leis naturais, sem a necessidade de intervenção divina. Em particular, o atomismo de Demócrito substituiu por um deus que governa o mundo a relação de causa e efeito como as fontes de todas as coisas. Demócrito explicou a crença generalizada nos deuses como resultado do medo de fenômenos incomuns e inexplicáveis na natureza; e, partindo desse princípio, Diágoras, numa época em que a antiga crença popular já havia sido abalada, principalmente nas mentes dos jovens, avançou com a doutrina de que não existiam deuses. Seus ataques parecem ter sido dirigidos principalmente contra os dogmas da teologia e mitologia grega, bem como contra as formas estabelecidas de culto. De acordo com a moda dos sofistas, que é caricaturada por Aristófanes em "As Nuvens", ele substituiu a atividade dos deuses pelos poderes ativos da natureza; e algumas declarações isoladas que chegaram até nós tornam provável que ele fez isso de uma maneira espirituosa.